# Pia cyanea
Pia cyanea är en tvåvingeart som beskrevs av Philippi 1865. Pia cyanea ingår i släktet Pia och familjen blomflugor. Inga underarter finns listade i Catalogue of Life.